# Maanam
Maanam byla polská rocková skupina, která byla činná v letech 1975–2008.

## Historie
Skupinu Maanam založili Marek Jackowski a Milo Kurtis v roce 1975 jako kytarovou skupinu M-a-M. V roce 1976 se ke kapele připojil kytarista John Porter a zpěvačka Kora (Olga Jackowska, manželka Marka Jackowského). Když Kurtis odešel, skupina změnila název na Maanam Elektryczny Prysznic (Maanam Elektrická sprcha). Původně akustická kapela přešla v roce 1980 na elektrický zvuk a od té doby nahrála několik výrazných singlů a alb. V první polovině osmdesátých let se skupina vyznačovala energickým, kytarovým post-punkovým zvukem. V 90. letech skupina prezentovala melodičtější zvuk. V roce 2007 Marek a Olga (Kora) oznámili pozastavení činnosti skupiny.
Marek Jackowski zemřel v roce 2013, Kora zemřela v roce 2018.

## Diskografie
- 1981 Maanam
- 1982 O!
- 1983 Nocny patrol
- 1984 Mental Cut
- 1989 Sie ściemnia
- 1991 Derwisz i anioł
- 1994 Róża
- 1996 Łóżko
- 1998 Klucz
- 2001 Hotel Nirwana
- 2004 Znaki szczególne
- 2015 Miłość Jest Cudowna (1975-2015)